# 兩腳魚
兩腳魚（泰雅語：sazing kakay na qulih），是台灣泰雅族傳說中擁有兩隻腳、服侍著族人的奇怪魚類，牠們原本是為了報救命之恩而來，但在族人開始逐漸變得懶惰後，又離開了。

## 習性
傳說中兩腳魚出現在泰雅族頭目尤命的部落，牠們有兩隻腳，幫族人們處理各種生活上的工作，如耕田、打獵、家事等。

## 傳說
傳說兩腳魚會出現的原因是因為尤命在一次打獵的過程中，以藥草救了一條躺在河邊、受了重傷的大魚，但也因此沒時間打獵，讓當晚家人挨餓。大魚為了報答他的救命之恩，向魚神要求讓自己可以去他們的部落裡工作，魚神同意牠的要求，並且給予牠和牠的族魚兩隻腳，讓牠帶領牠們前往尤命的部落。原本尤命對牠們的出現相當驚恐，但在大魚說明身分和目的後，部落便接納了牠們，兩腳魚族也在部落中留下來工作。
然而，在尤命去世後，他的兒子優包成為新任頭目，優包性情殘暴、懶惰，喜歡欺負別人，連兩腳魚也被他欺負，但因為承諾尤命要服侍他們族人，魚族只能認命，直到有一天，尤命託夢給魚族，並告訴牠們雖然感謝牠們的付出，但因為牠們的關係部落的族人越來越懶惰，所以希望牠們為了族人而離開部落，隔天早上魚族便都回到河裡了。